# Ауэзов, Мурат Мухтарович
Мурат Мухтарович Ауэзов (каз. Мұрат Мұхтарұлы Әуезов; 1 января 1943, с. Мерке Джамбульской области — 14 июня 2024) — казахстанский общественный деятель, культуролог. Заслуженный деятель Казахстана (2001), кандидат филологических наук (1969). кавалер орденов «Барыс» (1 степени), «Парасат» и «Курмет».

## Биография
Происходит из рода кожа.
Последняя должность: Президент Фонда Мухтара Ауэзова
Родился 1 января 1943 года в с. Мерке, Меркенский район, Джамбульская область, КазССР.
Семейное положение, родственные связи:
Отец: Ауэзов Мухтар Омарханович
Дети: дочь — Зифа-Алуа (1966 г. р.), сын — Магжан Ауэзов (1975 г. р.)
Владение языками:
казахский, русский, английский, китайский.
Образование, специальность (квалификация), лицензии:
Институт восточных языков при Московском государственном университете им. М. В. Ломоносова (1965);
Филолог-востоковед по специальности «Китайская филология», референт.
Дипломатический ранг Чрезвычайного и Полномочного Посланника первого класса (1992).
Научные звания, степени, деятельность:
Аспирантура Института мировой литературы Академии наук СССР, (1966—1969);
Кандидат филологических наук, тема диссертации «Проблемы национального своеобразия современной казахской литературы», (1969)
Трудовой стаж:
Стажер-исследователь Института народов Азии и Африки Академии наук СССР (1965—1966);
Младший, старший научный сотрудник Института философии и права Академии наук Казахской ССР, в том числе руководил работой группы эстетики Института философии и права (1970 по 1976), которая подготовила коллективную монографию «Эстетика кочевья» (1975), (1969—1977);
Литературный консультант Союза писателей Казахстана (1977—1980);
Заведующий отделом Центрального совета Общества охраны памятников истории и культуры Казахской ССР (1980—1982);
Главный редактор, художественный руководитель киностудии «Казахфильм» (1982—1988);
Председатель Главной редакционной коллегии по художественному переводу и литературным взаимосвязям при Союзе писателей Казахстана (1988—1989);
Вице-президент международного антиядерного движения «Невада-Семипалатинск» (1989—1990);
Чрезвычайный и Полномочный Посол Республики Казахстан в Китайской Народной Республике (декабрь 1992 — март 1995);
Заведующий отделом истории и теории культуры Научного центра проблем культуры, художественный руководитель телерадиокомпании «Мир» в Казахстане (октябрь 1995 — 1998);
Начальник Алматинского областного управления информации и общественного согласия (1998);
Ведущий научный сотрудник Дома-музея Мухтара Ауэзова (1998—1999);
Исполнительный директор, Президент Фонда «Сорос-Казахстан» (декабрь 1999 — июль 2003);
Генеральный директор Национальной библиотеки Республики Казахстан (14 июля 2003 — август 2007);
Президент Фонда Мухтара Ауэзова (с 2007)

### Смерть
Умер 14 июня 2024 года в возрасте 81 года.
Прочие должности:
Один из создателей и лидеров неформального молодежного движения «Жас Тулпар» (1963—1966) ;
Один из учредителей Общественного фонда «Общественная защита» (с декабря 2001);
Президент фестиваля «Планетарное Око» в г. Бишкек (с 2003);
Президент Общественного Объединения «Рух-Мирас
Председатель «Форума культурологов Алматы» (с апреля 2005);
Член творческих Союзов писателей, кинематографистов, Пен-клуба Казахстана, Национального Совета при Президенте Республики Казахстан, Общественного Совета Государственной программы «Культурное наследие», Национальной комиссии Республики Казахстан по делам ЮНЕСКО;
Член Неправительственной организации «Беседы на шелковом пути» (с июня 2005);
Член совета Общественной палаты при Мажилисе Парламента Республики Казахстан (с 20 ноября 2007)
Выборные должности, депутатство:
Депутат Верховного Совета Казахской ССР, член Комитета по национальной политике, развитию культуры и языка (1990—1991),
Председатель Комитета Верховного Совета Республики Казахстан по внешним отношениям и межпарламентским связям (1991—1992);
Кандидат в депутаты Мажилиса Парламента Республики Казахстан второго созыва (1999)
Партийная принадлежность:
Сопредседатель общественного объединения, Демократической партии «Азамат» (апрель 1996 — декабрь 1999).
Научные, литературные труды, публикации:
Автор свыше 200 публикаций по теории и практике художественного процесса. Автор монографий: «Времен связующая нить» (Алматы, 1972), «Иппокрена. Хождения к колодцам времен» (Алматы, 1997), и один из составителей «Уйти, чтобы вернуться» (Алматы, 2002);
На государственном телеканале «Казахстан» ведет авторскую передачу «Времен связующая нить»;
Председатель редакционной коллегии культурологического альманаха «Рух-Мирас» (с 2004)
Работал генеральным директором Национальной библиотеки Республики Казахстан, президентом фонда «Сорос-Казахстан», главным редактором киностудии «Казахфильм».
Воинская служба, воинские и специальные звания, классные чины:
Капитан запаса;
Чрезвычайный и Полномочный Посланник 1-го класса (1992)

## Труды
«Дневники. Уйти, чтобы вернуться», 2011

## Награды и звания
Государственные награды
- 2001 — Почётное звание «Қазақстанның еңбек сіңірген қайраткері» (Заслуженный деятель Казахстана)[6]
- 2006 — Орден «Курмет»;
- 2011 — Орден «Парасат»;[7]
- 2022 (22 октября) — Орден «Барыс» 1 степени (из рук президент РК в Акорде);[8]
- 2024 (12 апреля) — Орден «Данакер» (Кыргызстан) — за значительный вклад в укрепление дружбы и сотрудничества между Кыргызской Республикой и Республикой Казахстан[9][10]

Международные и общественные награды
- 2003 — Лауреат премии «Тарлан», учрежденной Клубом меценатов Казахстана в категории «За вклад в области просвещения»;
- 2005 — Лауреат премии «Алтын асық», специальной премии фестиваля-конкурса «Алтын Адам-Человек года»;
- 2005 — Лауреат премии в номинации «Интеллигенция для интеллигенции», учрежденной Ассоциацией «Золотой век» и редакцией журнала «Тамыр»;
- 2005 — Лауреат премии Академии журналистики Казахстана «Алтын жулдыз-2005» в номинации «Лучшая авторская программа»;
- 2005 — Благодарность за вклад в изучение и консервацию, реставрацию и музеефикацию памятников истории и культуры Республики Казахстан и в связи с награждением Научно-исследовательского и проектного института памятников материальной культуры Золотой медалью Международного фонда «За высокое качество в деловой практике»;
- Бронзовая медаль ЮНЕСКО за вклад в изучение и возрождение Великого Шелкового Пути;
- Сертификат оценки за несгибаемую поддержку КИМЭПа и большой вклад в развитие науки и культуры в Республике Казахстан;
- Правительственные медали, в том числе:
  - Медаль «10 лет Конституции Республики Казахстан» (2005);
  - Медаль «10 лет Парламенту Республики Казахстан» (2006);
  - Медаль «10 лет Астане» (2008);
  - Медаль «20 лет независимости Республики Казахстан» (2011);
  - Медаль «20 лет Конституции Республики Казахстан» (2015);
  - Медаль «20 лет Ассамблеи народа Казахстана» (2015);
  - Медаль «25 лет независимости Республики Казахстан» (2016);[11]
  - Медаль «20 лет Астане» (2018);
  - Медаль «25 лет Ассамблеи народа Казахстана» (2020);
  - Медаль «25 лет Конституции Республики Казахстан» (2020);
  - Медаль «30 лет независимости Республики Казахстан» (2021);